# 硫酸钋(IV)
硫酸钋(IV)是一种无机化合物，化学式为Po(SO4)2，为无色晶体，在水中水解。它可由四氯化钋（或水合二氧化钋）和硫酸反应得到。硫酸钋(IV)可以在酸性溶液中被羟胺还原为PoSO4；它在550 °C分解为二氧化钋。它有放射性，在衰变的过程中会产生气体。